# فاضل الصيدلي
فـاضل الصيدلي (1882 - 1949 م) هو أديب شاعر ، من أهل الموصل.
هو فاضل بن ملا حامد الصيدلي الموصلي. ولد في الموصل عام 1882 م (وقيل سنة 1876 م) وتلقى علومه الأولية فيها، ثم قصد الآستانة ودرس بها الطب والصيدلة. عين ضابطًا صيدلانيًا في الجيش العثماني والمستشفى العسكري في الآستانة. توفي بالموصل سنة 1949 م، وقيل سنة 1950 م.

## آثاره
له كتاب بعنوان: «بدائع الأفكار ياخود الحكمة والأدب للترك والعرب» - الموصل 1911 م. وله ديوان: «هدية الأحرار» أو «الجزء الشافي من صيدلية القوافي» (تقديم مجيد شوقي البكري - مطبعة المفيد - دمشق (د. ت)، وقصائد تضمنها كتاب: «أسرار الكفاح الوطني في الموصل» للغلامي.